# Roy W. Gould
Roy W. Gould (* 25. April 1927 in  Los Angeles; † 19. Februar 2022) war ein US-amerikanischer Elektroingenieur und Physiker, der sich mit Plasmaphysik beschäftigte.
Gould studierte am Caltech (Bachelor-Abschluss in Elektrotechnik 1949), an der Stanford University (Master-Abschluss in Elektrotechnik 1950) und wurde 1956 am Caltech in Physik promoviert (über Mikrowellen- und Radiorauschen von der Sonne).  1951/52 war er Forschungsingenieur für Raketensteuerung am Jet Propulsion Laboratory des Caltech und von 1953 bis 1955 bei Hughes Aircraft, wo er an Elektronenröhren forschte. 
1955 wurde er Associate Professor und 1960 Professor für Elektrotechnik am Caltech. 1974 wechselte er in die Fakultät für Physik als Professor für Angewandte Physik, ab 1980 war er Simon Ramo Professor. Seit 1996 war er Professor Emeritus. 
Von 1979 bis 1985 war er Vorstand der Abteilung für Ingenieurswesen und Angewandte Wissenschaften am Caltech. Von 1970 bis 1972 war er Direktor für Fusionsforschung bei der Atomic Energy Commission.
1966 wurde er Fellow der American Physical Society, 1971 Mitglied der National Academy of Engineering und 1974 Mitglied der National Academy of Sciences. 1994 erhielt er den James-Clerk-Maxwell-Preis für Plasmaphysik. 